# Furís
Furís (llamada oficialmente Santo Estevo de Furís) es una parroquia española del municipio de Castroverde, en la provincia de Lugo, Galicia.

## Organización territorial
La parroquia está formada por ocho entidades de población:
- A Abelleira
- A Azoreira
- Furís de Abaixo
- Furís de Arriba
- Lourentín
- O Latadal
- Pereira

## Demografía
| Gráfica de evolución demográfica de Furís entre 2000 y 2019 |
|                                                             |
| Datos según el nomenclátor publicado por el INE.            |